# Konstruierbare Zahl

Die Quadratwurzel aus 2 ist gleich der Länge der Hypotenuse eines rechtwinkligen Dreiecks mit Schenkeln der Länge 1 und ist daher konstruierbar

In der Geometrie und der Algebra heißt eine reelle Zahl {\displaystyle r} konstruierbar, wenn eine Strecke der Länge {\displaystyle |r|} in endlich vielen Schritten mit Zirkel und Lineal aus einer Strecke der Länge {\displaystyle 1} konstruiert werden kann. Das ist genau dann der Fall, wenn es einen geschlossenen Ausdruck für {\displaystyle r} gibt, der nur die Zahlen 0 und 1 sowie die Operationen Addition, Subtraktion, Multiplikation, Division und Quadratwurzeln verwendet.
Die geometrische Definition konstruierbarer Zahlen motiviert eine entsprechende Definition konstruierbarer Punkte, die wieder sowohl geometrisch als auch algebraisch beschrieben werden kann.
Ein Punkt ist konstruierbar, wenn er ausgehend von einer gegebenen Einheitsstrecke mittels Zirkel und Lineal (als Endpunkt einer Strecke oder als Schnittpunkt zweier Geraden oder Kreise) erzeugt werden kann.
Alternativ und äquivalent kann man die Punkte {\displaystyle (0,0)} und {\displaystyle (1,0)} in einem kartesischen Koordinatensystem als Endpunkte der gegebenen Strecke nehmen, ein Punkt ist dann und nur dann konstruierbar, wenn seine kartesischen Koordinaten konstruierbare Zahlen sind.
Um sie von Punkten aus anderen Konstruktionsprozessen zu unterscheiden, nennt man konstruierbare Punkte auch „Zirkel-und-Lineal-Punkte“.
Die Menge der konstruierbaren Zahlen bildet einen Körper, das heißt, die Anwendung jeder der vier grundlegenden arithmetischen Operationen von Elementen dieser Menge ergibt eine weitere konstruierbare Zahl.
Dieser Körper ist eine Körpererweiterung der rationalen Zahlen und ist seinerseits im Körper der algebraischen Zahlen enthalten.
Er ist der euklidische Abschluss der rationalen Zahlen, das heißt, die kleinste Körpererweiterung der rationalen Zahlen, die die Quadratwurzel jedes ihrer positiven Elemente enthält.
Der Beweis der Äquivalenz der algebraischen und geometrischen Definition der konstruierbaren Zahlen überträgt geometrische Fragen über die Konstruktion mit Zirkel und Lineal in die Algebra, das schließt auch einige berühmte Probleme der klassischen griechischen Mathematik ein.
Die algebraische Formulierung dieser Fragen führte zu Beweisen, dass ihre Lösungen nicht konstruierbar sind, nachdem die geometrische Formulierung derselben Probleme jahrhundertelangen Lösungsversuchen widerstehen konnte.

## Geometrische Definitionen

### Geometrisch konstruierbare Punkte
Es seien {\displaystyle O} und {\displaystyle A} zwei verschiedene Punkte in der euklidischen Ebene und {\displaystyle S} sei die Menge all derjenigen Punkte, die davon ausgehend mit Zirkel und Lineal konstruiert werden können.
Die Punkte aus {\displaystyle S} heißen konstruierbare Punkte. Definitionsgemäß sind {\displaystyle O} und {\displaystyle A} Elemente von {\displaystyle S}.
Um die übrigen Punkte von {\displaystyle S} präziser beschreiben zu können, treffen wir folgende Definitionen:
- Eine Strecke, deren Endpunkte in {\displaystyle S} liegen, heißt eine konstruierte Strecke, und
- ein Kreis, dessen Mittelpunkt in {\displaystyle S} liegt und durch einen weiteren Punkt von {\displaystyle S} verläuft (oder anders ausgedrückt, dessen Radius gleich dem Abstand zwischen zwei Punkten aus {\displaystyle S} ist), heißt ein konstruierter Kreis.

{\displaystyle S} besteht dann neben {\displaystyle O} und {\displaystyle A} aus:
- dem Durchschnitt zweier nicht-paralleler konstruierter Strecken bzw. zweier nicht-paralleler Geraden durch eine konstruierte Strecke,
- den Punkten des Durchschnitts eines konstruierten Kreises mit einer konstruierten Strecke bzw. einer Geraden durch eine konstruierte Strecke und
- den Punkten des Durchschnitts zweier verschiedener konstruierter Kreise.

Beispielsweise ist der Mittelpunkt der konstruierten Strecke {\displaystyle OA} ein konstruierbarer Punkt. Eine Konstruktion besteht darin, zunächst zwei Kreise mit Radius {\displaystyle OA} um {\displaystyle O} und {\displaystyle A} zu schlagen und dann die Strecke zwischen den zwei Schnittpunkten dieser Kreise zu bilden. Der Mittelpunkt der Strecke {\displaystyle OA} ist dann der Durchschnitt beider Strecken.

### Geometrisch konstruierbare Zahlen
Die Ausgangsdaten der geometrischen Formulierung können zur Definition eines kartesischen Koordinatensystems verwendet werden, in dem {\displaystyle O} dem Ursprung mit den Koordinaten {\displaystyle (0,0)} und {\displaystyle A} dem Punkt mit den Koordinaten {\displaystyle (1,0)} zugewiesen wird. Mittels der Punkte aus {\displaystyle S} kann nun die Verbindung zwischen Geometrie und Algebra geschlagen werden, indem man eine konstruierbare Zahl als Koordinate eines konstruierbaren Punktes definiert.
Äquivalente Definitionen sind, dass eine konstruierbare Zahl die {\displaystyle x}-Koordinate eines konstruierbaren Punktes {\displaystyle (x,0)} ist oder die Länge einer konstruierbaren Strecke. Bei der längenbasierten Definition muss man die {\displaystyle 0} als Spezialfall einer konstruierbaren Zahl hinzunehmen.
Für eine Richtung dieser Äquivalenz beachte, dass, wenn ein konstruierbarer Punkt die Koordinaten {\displaystyle (x,y)} hat, auch der Punkt {\displaystyle (x,0)} als Orthogonalprojektion auf die {\displaystyle x}-Achse konstruiert werden kann, und die Strecke vom Ursprung zu diesem Punkt die Länge {\displaystyle x} hat.
Ist für die andere Richtung {\displaystyle x} die Länge einer Strecke, so schlage man einen Kreis mit diesem Radius um den Ursprung, um daraus {\displaystyle (x,0)} als Schnittpunkt dieses Kreises mit der {\displaystyle x}-Achse zu erhalten.
Es folgt aus dieser Äquivalenz, dass jeder Punkt, dessen kartesische Koordinaten konstruierbare Zahlen sind, selbst ein geometrisch konstruierbarer Punkt ist. Sind nämlich {\displaystyle x} und {\displaystyle y} geometrisch konstruierbare Zahlen, erhält man den Punkt {\displaystyle (x,y)} als Durchschnitt der Geraden, die durch {\displaystyle (x,0)} und {\displaystyle (0,y)} und jeweils senkrecht zu den Achsen verlaufen.

## Algebraische Definitionen

### Algebraisch konstruierbare Zahlen
Die algebraisch konstruierbaren reellen Zahlen sind diejenige Teilmenge der reellen Zahlen, die durch Kombinationen ganzer Zahlen mittels der Operationen Addition, Subtraktion, Multiplikation, Division und Ziehen der Quadratwurzel (einer positiven Zahl) beschrieben werden können. Man kann unter Inkaufnahme längerer Ausdrücke die Verwendung ganzer Zahlen auf 0 und 1 beschränken. So ist zum Beispiel die Quadratwurzel aus 2 konstruierbar, da sie durch die Formeln {\displaystyle {\sqrt {2}}} oder {\displaystyle {\sqrt {1+1}}} beschrieben werden kann.
Ganz analog sind die algebraisch konstruierbaren komplexen Zahlen diejenige Teilmenge der komplexen Zahlen, die durch Formeln desselben Typs beschrieben werden können, wobei das Ziehen der Quadratwurzel aber nicht auf positive Zahlen beschränkt ist, sondern auf beliebige komplexe Argumente angewendet werden kann. Alternativ kann man sie als die Menge der komplexen Zahlen beschreiben, deren Real- und Imaginärteil beide konstruierbare reelle Zahlen sind. Beispielsweise hat die komplexe Zahl {\displaystyle \mathrm {i} } die Formeln {\displaystyle {\sqrt {-1}}} oder {\displaystyle {\sqrt {0-1}}}, und ihr Real- und Imaginärteil sind die konstruierbaren Zahlen 0 bzw. 1.
Diese beiden Definitionen konstruierbarer komplexer Zahlen sind äquivalent. Ist in einer Richtung {\displaystyle q=x+iy} eine komplexe Zahl, deren Realteil {\displaystyle x} und Imaginärteil {\displaystyle y} beide konstruierbare reelle Zahlen sind, so liefert die Ersetzung ihrer Formeln in {\displaystyle x+y{\sqrt {-1}}} eine Formel für {\displaystyle q} als komplexe Zahl. Umgekehrt kann man aus jeder Formel für eine konstruierbare komplexe Zahl Formeln für ihren Real- und Imaginärteil gewinnen, indem man für alle Operationen sukzessive folgende Umformungen vornimmt:
- {\displaystyle (a+\mathrm {i} b)\pm (c+\mathrm {i} d)=(a+c)\pm \mathrm {i} (b+d)}
- {\displaystyle (a+\mathrm {i} b)(c+\mathrm {i} d)=(ac-bd)+\mathrm {i} (ad+bc)}
- {\displaystyle {\frac {1}{a+\mathrm {i} b}}={\frac {a}{a^{2}+b^{2}}}+\mathrm {i} {\frac {-b}{a^{2}+b^{2}}}}
- {\displaystyle {\sqrt {a+\mathrm {i} b}}={\frac {(a+r){\sqrt {r}}}{s}}+\mathrm {i} {\frac {b{\sqrt {r}}}{s}}}, wobei {\displaystyle r={\sqrt {a^{2}+b^{2}{}_{\!}}}} und {\displaystyle s={\sqrt {(a+r)^{2}+b^{2}}}}.

### Algebraisch konstruierbare Punkte
Die algebraisch konstruierbaren Punkte können als die Punkte definiert werden, deren reelle kartesische Koordinaten algebraisch konstruierbare reelle Zahlen sind. Alternativ können sie als Punkte der komplexen Ebene definiert werden, die durch algebraisch konstruierbare komplexe Zahlen gegeben sind. Auf Grund der Äquivalenz der beiden Definitionen der algebraisch konstruierbaren Zahlen sind auch diese beiden Definitionen der algebraisch konstruierbaren Punkte äquivalent.

## Äquivalenz von algebraischen und geometrischen Definitionen
Sind {\displaystyle a} und {\displaystyle b} die von {\displaystyle 0} verschiedenen Längen von geometrisch konstruierbaren Strecken, so können mittels elementarer Konstruktionen mit Zirkel und Lineal Strecken der Längen {\displaystyle a+b}, {\displaystyle |a-b|}, {\displaystyle ab} und {\displaystyle a/b} konstruiert werden.
Die letzten beiden kann man mit einer Konstruktion auf Basis des Strahlensatzes erhalten.
Eine nicht ganz so elementare Konstruktion unter Verwendung des Höhensatzes erlaubt die Konstruktion einer Strecke der Länge {\displaystyle {\sqrt {a}}}.
Daraus folgt, dass jede algebraisch konstruierbare Zahl auch geometrisch konstruierbar ist, indem man mit diesen Techniken eine Formel für eine Zahl in eine geometrische Konstruktion übersetzt.

{\displaystyle ab} auf Basis des Strahlensatzes
{\displaystyle {\tfrac {a}{b}}} auf Basis des Strahlensatzes
{\displaystyle {\sqrt {p}}} nach dem Höhensatz

In der anderen Richtung wird eine Menge geometrischer Objekte durch algebraisch konstruierbare reelle Zahlen bestimmt: Punkte durch Koordinaten, Geraden durch Steigung und {\displaystyle y}-Achsenabschnitt, Kreise durch Mittelpunktskoordinaten und Radius. Es ist möglich, wenn auch mühsam, auf Grundlage dieser Werte unter Verwendung der arithmetischen Operationen und des Ziehens der Quadratwurzel Formeln zu entwickeln, indem man die Formeln gemäß der schrittweisen Konstruktion mit Zirkel und Lineal aufbaut. Aus diesen Formeln folgt, dass jede geometrisch konstruierbare Zahl auch algebraisch konstruierbar ist.

## Algebraische Eigenschaften
Die Definition der algebraisch konstruierbaren Zahlen schließt die Summe, die Differenz, das Produkt und das multiplikative Inverse dieser Zahlen ein, das sind dieselben Operationen, die in der abstrakten Algebra einen Körper definieren.
Daher bilden die konstruierbaren Zahlen (in jeder der obigen Definitionen) einen Körper.
Genauer bilden die konstruierbaren reellen Zahlen einen euklidischen Körper, das heißt einen geordneten Körper, der für jedes seiner positiven Elemente auch eine Quadratwurzel enthält.
Die Untersuchung dieses Körpers und seiner Unterkörper führt zu notwendigen Bedingungen für die Konstruierbarkeit einer Zahl, was benutzt werden kann, um die Nichtkonstruierbarkeit einiger in klassischen geometrischen Konstruktionsproblemen auftauchenden Zahlen nachzuweisen.
Praktischerweise betrachtet man statt des ganzen Körpers der konstruierbaren Zahlen den Unterkörper {\displaystyle \mathbb {Q} (\gamma )}, der von einer gegebenen konstruierbaren Zahl {\displaystyle \gamma } erzeugt wird, und verwendet algebraische Konstruktionen bzgl. {\displaystyle \gamma }, um diesen weiter zu zerlegen.
Wenn {\displaystyle \gamma } eine konstruierbare reelle Zahl ist, kann man mittels der Werte, die in einer beschreibenden Formel vorkommen, eine endliche Folge {\displaystyle \alpha _{1},\dots ,a_{n}=\gamma } finden, so dass {\displaystyle \mathbb {Q} (\alpha _{1},\dots ,a_{i})} für jedes {\displaystyle i} eine endliche Körpererweiterung von {\displaystyle \mathbb {Q} (\alpha _{1},\dots ,a_{i-1})} vom Grad {\displaystyle 2} ist.
In einer leicht abweichenden Terminologie ist eine reelle Zahl {\displaystyle \gamma } genau dann konstruierbar, wenn sie im Körper am Ende eines endlichen Körperturms reeller quadratischer Körpererweiterungen liegt, das heißt eines Turms
{\displaystyle \mathbb {Q} =K_{0}\subseteq K_{1}\subseteq \dots \subseteq K_{n},}
der mit dem Körper {\displaystyle \mathbb {Q} } der rationalen Zahlen beginnt und in dem für alle {\displaystyle 0<j\leq n} {\displaystyle [K_{j}:K_{j-1}]=2} gilt sowie: {\displaystyle \gamma } liegt in {\displaystyle K_{n}}.
Es folgt aus dieser Zerlegung, dass der Grad {\displaystyle [\mathbb {Q} (\gamma ):\mathbb {Q} ]} dieser Körpererweiterung eine Zweierpotenz {\displaystyle 2^{n}} ist, wobei {\displaystyle n} die Anzahl der quadratischen Erweiterungsschritte ist.
Analog zum reellen Fall ist eine komplexe Zahl genau dann konstruierbar, wenn sie im Körper am Ende eines endlichen Körperturms komplexer quadratischer Erweiterungen liegt.
Genauer ist {\displaystyle \gamma } konstruierbar, wenn es einen endlichen Körperturm
{\displaystyle \mathbb {Q} =F_{0}\subseteq F_{1}\subseteq \dots \subseteq F_{n}}
gibt, wobei {\displaystyle \gamma } in {\displaystyle F_{n}} liegt und {\displaystyle [F_{j}:F_{j-1}]=2} für jedes {\displaystyle 0<j\leq n} gilt.
Der Unterschied zwischen diesen beiden Charakterisierungen besteht darin, dass hier die Körper des Körperturms nicht auf reelle Körper beschränkt sind.
Auch hier gilt: Ist eine komplexe Zahl {\displaystyle \gamma } konstruierbar, so ist {\displaystyle [\mathbb {Q} (\gamma ):\mathbb {Q} ]} eine Zweierpotenz. Diese notwendige Bedingung ist allerdings nicht hinreichend, denn es gibt Körpererweiterungen vom Grad einer Zweierpotenz, die nicht in eine Folge quadratischer Erweiterungen zerlegt werden kann.
Die Körper, die auf diese Weise aus Türmen quadratischer Erweiterungen über {\displaystyle \mathbb {Q} } gewonnen werden können, heißen iterierte quadratische Erweiterungen von {\displaystyle \mathbb {Q} }.
Die Körper der reellen oder komplexen konstruierbaren Zahlen sind die Vereinigungen aller reellen bzw. komplexen iterierten quadratischen Erweiterungen von {\displaystyle \mathbb {Q} }.

## Trigonometrische Zahlen
Trigonometrische Zahlen sind die Sinus- und Kosinuswerte von Winkeln, die rationale Vielfache von {\displaystyle \pi } sind. Diese Zahlen sind stets algebraisch aber nicht immer konstruierbar. Die Sinus- und Kosinuswerte von Winkeln {\displaystyle {\tfrac {2\pi }{n}},n\in \mathbb {N} } sind nur für bestimmte Zahlen {\displaystyle n\in \mathbb {N} } konstruierbar:
- Zweierpotenzen
- Fermatsche Primzahlen, das sind Primzahlen der Form {\displaystyle 2^{2^{n}}+1}.
- Produkte aus Zweierpotenzen und verschiedenen Fermatschen Primzahlen.

So ist zum Beispiel {\displaystyle \cos({\tfrac {2\pi }{15}})} konstruierbar, weil 15 das Produkt der beiden Fermatschen Primzahlen {\displaystyle 3} und {\displaystyle 5} ist.
Weitere Beispiele von trigonometrischen Zahlen, die in Formeln mit Quadratwurzeln angegeben sind, finden sich im Abschnitt Wichtigste Funktionswerte im Artikel zur Sinus- und Kosinusfunktion.

## Unlösbare Konstruktionsprobleme

Ein Würfel und seine Verdoppelung

Ein Winkel und seine Dreiteilung

Ein Kreis und ein inhaltsgleiches Quadrat

Die alten Griechen hielten einige nicht gelöste Konstruktionsprobleme mit Zirkel und Lineal nur für widerspenstig, nicht für unlösbar.
Die Nichtkonstruierbarkeit gewisser Zahlen beweist allerdings die logische Unmöglichkeit, solche Konstruktionen auszuführen. Die Probleme selbst sind lösbar, wenn man von der Zirkel-und-Lineal-Bedingung der Konstruktion abrückt, und die Griechen kannten solche Lösungen z. B. sogenannte Neusis-Konstruktionen.
Insbesondere die algebraische Formulierung der konstruierbaren Zahlen führt zu Unmöglichkeitsbeweisen der folgenden Konstruktionsprobleme:

### Würfelverdoppelung
Das Problem der Quadratverdoppelung kann leicht gelöst werden, indem man ein weiteres Quadrat über der Diagonale des ersten errichtet, diese hat eine {\displaystyle {\sqrt {2}}}-fache Seitenlänge und doppelten Flächeninhalt. Das Problem der Würfelverdoppelung führt ganz analog auf das Problem, eine Strecke der Länge {\displaystyle {\sqrt[{3}]{2}}} zu konstruieren.
Aber diese Zahl ist nicht konstruierbar, denn das Minimalpolynom {\displaystyle x^{3}-2} dieser Zahl hat den Grad {\displaystyle 3} über {\displaystyle \mathbb {Q} }.
Dieses muss als kubisches Polynom, dessen einzige reelle Nullstelle irrational ist, irreduzibel sein, und daraus folgt, dass {\displaystyle [\mathbb {\mathbb {Q} } ({\sqrt[{3}]{2}}):\mathbb {\mathbb {Q} } ]=3} ist. Da dies keine Zweierpotenz ist, folgt die behauptete Nichtkonstruierbarkeit.

### Winkeldreiteilung
Bei diesem Problem soll zu einem gegebenen Winkel {\displaystyle \alpha } der Winkel {\displaystyle \alpha /3} konstruiert werden. Algebraisch werden Winkel durch trigonometrische Funktionen dargestellt, wie etwa ihrer Sinus- oder Kosinuswerte, die die kartesischen Koordinaten des Endpunktes einer Einheitsstrecke sind, die mit der Anfangsstrecke den gegebenen Winkel einschließt.
Daher ist ein Winkel {\displaystyle \alpha } genau dann konstruierbar, wenn {\displaystyle x=\cos \alpha } eine konstruierbare Zahl ist, und das Problem der Winkeldreiteilung ist auf die Konstruktion von {\displaystyle \cos({\tfrac {\alpha }{3}})} zurückgeführt.
Beispielsweise kann der Winkel {\displaystyle \alpha =\pi /3=60^{\circ }} als Winkel eines gleichseitigen Dreiecks mit Zirkel und Lineal konstruiert werden, es ist {\displaystyle x=\cos \alpha ={\tfrac {1}{2}}}.
Der gedrittelte Winkel {\displaystyle \alpha /3=\pi /9=20^{\circ }} hingegen kann nicht konstruiert werden, denn {\displaystyle \cos \pi /9} hat das Minimalpolynom {\displaystyle 8x^{3}-6x-1} und dieses ist vom Grad {\displaystyle 3} über {\displaystyle \mathbb {Q} }.
Da dieser spezielle Winkel nicht dreigeteilt werden kann, ist das allgemeine Problem der Winkeldreiteilung unlösbar.

### Quadratur des Kreises
Ein Quadrat mit Flächeninhalt {\displaystyle \pi }, das ist der Inhalt des Einheitskreises, hätte die Seitenlänge {\displaystyle {\sqrt {\pi }}}, eine transzendente Zahl. Daher sind dieses Quadrat und seine Seitenlänge nicht konstruierbar, denn die Länge ist nicht algebraisch über {\displaystyle \mathbb {Q} }, kann also in keinem endlichen Körperturm über {\displaystyle \mathbb {Q} } liegen.

Das regelmäßige Siebeneck

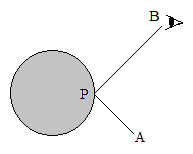
Reflexion an der Kreislinie

### Konstruierbare Polygone
Wenn ein regelmäßiges {\displaystyle n}-Eck mit Zentrum im Ursprung konstruierbar ist, so auch die Winkel zwischen zwei Strecken vom Ursprung zu zwei benachbarten Ecken, und diese sind {\displaystyle 2\pi /n}. Das Polygon kann daher genau dann konstruiert werden, wenn der Kosinus des Winkels eine trigonometrische Zahl ist. So ist etwa das regelmäßige Fünfzehneck konstruierbar, das regelmäßige Siebeneck hingegen nicht, denn {\displaystyle 7} ist eine Primzahl, die keine Fermatsche Primzahl ist.
Für einen direkteren Beweis der Nichtkonstruierbarkeit des Siebenecks stelle man die Ecken als komplexe Wurzeln des Polynoms {\displaystyle x^{7}-1} dar.
Das Herausdividieren des Linearfaktors {\displaystyle x-1}, Division durch {\displaystyle x^{3}} und anschließende Substitution {\displaystyle y=x+{\tfrac {1}{x}}} liefert das Polynom {\displaystyle y^{3}+y^{2}-2y-1}. Da dieses Polynom irreduzibel ist, kann man wieder auf die Nichtkonstruierbarkeit von {\displaystyle y}, also von {\displaystyle x} und damit des Siebenecks schließen.

### Alhazensches Problem
Es seien zwei Punkte und ein kreisförmiger Spiegel gegeben. Wo auf dem Kreis sieht man von einem Punkt aus das reflektierte Bild des anderen Punktes? Geometrisch treffen die Geraden durch die gegebenen Punkte und den Reflexionspunkt im gleichen Winkel auf die Kreislinie und bilden gleichlange Kreissehnen. Es ist aber im Allgemeinen nicht möglich, diesen Punkt mit Zirkel und Lineal zu konstruieren.
Insbesondere für den Einheitskreis und die beiden inneren Punkte {\displaystyle ({\tfrac {1}{6}},{\tfrac {1}{6}})} und {\displaystyle (-{\tfrac {1}{2}},{\tfrac {1}{2}})} führt die Lösung auf die Nullstellen des Polynoms {\displaystyle x^{4}-2x^{3}+4x^{2}+2x-1} vierten Grades. Obwohl es sich beim Grad um eine Zweierpotenz handelt, hat der Zerfällungskörper einen durch {\displaystyle 3} teilbaren Grad, das heißt, er entsteht nicht als iterierte quadratische Erweiterung. Das Alhazensche Problem ist daher nicht lösbar.

## Geschichte
Der Ursprung des Konzepts der konstruierbaren Zahlen ist untrennbar mit der Geschichte der drei nicht-möglichen Zirkel-und-Lineal-Konstruktionen verbunden: der Würfelverdoppelung, der Winkeldreiteilung und der Quadratur des Kreises. Die Einschränkung, nur Zirkel und Lineal zu benutzen, wird auf Grund einer Textstelle im Plutarch dem Philosophen Platon zugeschrieben. Nach Plutarch hat Platon das Problem der Würfelverdoppelung Eudoxos, Archytas und Menaichmos gestellt. Sie lösten das Problem mit mechanischen Mitteln und handelten sich deshalb einen Tadel Platons ein, sie hätten das Problem nicht mittels reiner Geometrie gelöst.
Diese Geschichte steht allerdings neben einer anderen Version, die Eratosthenes und Eutokios zugeschrieben wird, die besagt, alle drei hätten eine Lösung gefunden, die allerdings für praktische Zwecke zu abstrakt wäre.
Proklos, der Eudemos von Rhodos zitiert, schreibt Oinopides eine Lösung mit zwei Linealen und einem Zirkel zu, so dass manche Autoren der Ansicht sind, die Einschränkung ginge auf Oinopides zurück.
Die Beschränkung auf Zirkel und Lineal ist wesentlich für die Unlösbarkeit dieser klassischen Konstruktionsprobleme. Eine Winkeldreiteilung beispielsweise kann auf mehrere Weisen durchgeführt werden, einige waren bereits den alten Griechen bekannt. Die Quadratrix des Hippias von Elis, die Kegelschnitte des Menaichmos oder die Neusis-Konstruktion von Archimedes wurden alle verwendet, ein moderneres Verfahren sind Papierfaltmethoden.
Obwohl es nicht zu den klassischen Konstruktionsproblemen zählt, wird die Konstruktion regelmäßiger Polygone oft im Zusammenhang mit ihnen behandelt. Die Griechen konnten regelmäßige {\displaystyle n}-Ecke für {\displaystyle n=2^{h},3,5} (für ganze Zahlen {\displaystyle h\geq 2}) oder Produkte von je zwei dieser drei Zahlen konstruieren, andere regelmäßige {\displaystyle n}-Ecke beherrschten sie nicht. Carl Friedrich Gauss hat 1796 als achtzehnjähriger Student die Zirkel-und-Lineal-Konstruktion des regelmäßigen Siebzehnecks veröffentlicht.
Gauß hat dieses Thema eher algebraisch als geometrisch behandelt, in der Tat hat er nicht das Polygon selbst konstruiert, sondern nachgewiesen, dass der Kosinus des zur Polygonseite gehörenden Zentriwinkels {\displaystyle 2\pi /17=(360/17)^{\circ }} eine konstruierbare Zahl ist.
Diese Argumentation verallgemeinerte er 1801 in seinen Disquisitiones Arithmeticae und gelangte zur hinreichenden Bedingung für die Konstruktion eines regelmäßigen {\displaystyle n}-Ecks.
Gauß behauptete ohne Beweis, dass diese auch notwendig sei. Mehrere Autoren, darunter auch Felix Klein, haben diesen Teil des Beweises ebenfalls Gauß zugeschrieben.
Das Alhazensche Problem gehört ebenfalls nicht zu den klassischen Problemen. Obwohl es nach Alhazen benannt ist, einem mittelalterlichen arabischen Mathematiker, war es bereits im zweiten Jahrhundert in der Optik des Claudius Ptolemäus vorgekommen.
Pierre Wantzel fand 1837 einen algebraischen Beweis dafür, dass die Würfelverdoppelung und die Winkeldreiteilung mit Zirkel und Lineal nicht möglich sind.
Im gleichen Aufsatz löste er auch das Problem, welche regelmäßigen Polygone konstruierbar sind:
Ein regelmäßiges Polygon ist genau dann konstruierbar, wenn die Zahl seiner Seiten ein Produkt aus einer Zweierpotenz und einer Anzahl verschiedener Fermatscher Primzahlen ist, das heißt, die von Gauß angegebene hinreichende Bedingung ist auch notwendig.
Ein Beweisversuch zur Unmöglichkeit der Quadratur des Kreises findet sich in Vera Circuli et Hyperbolae Quadratura von James Gregory aus dem Jahre 1667. Dieser Beweis war zwar fehlerhaft, gilt aber als der früheste Versuch, das Problem auf algebraische Eigenschaften von {\displaystyle \pi } zurückzuführen. Erst 1882 hat Ferdinand von Lindemann einen rigorosen Unmöglichkeitsbeweis gefunden, indem er Arbeiten von Charles Hermite erweiterte und die Transzendenz von {\displaystyle \pi } nachwies.
Die Unlösbarkeit des Alhazenschen Problem mittels Zirkel und Lineal wurde erst 1965 durch Arbeiten von Jack M. Elkin bewiesen, siehe auch für eine unabhängige Lösung und weitere historische Angaben zu diesem Problem.
Das Studium der konstruierbaren Zahlen wurde 1637 von René Descartes in Discours de la méthode im Anhang La Géométrie initiiert.
Descartes ordnete geometrischen Strecken Zahlen zu, um die Kraft seiner philosophischen Methode anhand der Lösung eines von Pappos gestellten Konstruktionsproblems mit Zirkel und Lineal darzulegen.